# Улица Куйбышева (Курган)
У́лица Ку́йбышева — одна из первых улиц города Кургана.

## Расположение
Улица проходит с запада на восток от набережной реки Тобол, переходя в улицу Гагарина.

## История
С 1841 года употребляется укороченное название Большая. Название Троицкая впервые зафиксировано в 1851. Данное название связано с нахождением на улице Троицкого собора (1767—1957). В 1919—1935 годах носила название улицы Свободы. В 1935 году после смерти В. В. Куйбышева получила его имя.

## Пересекает улицы

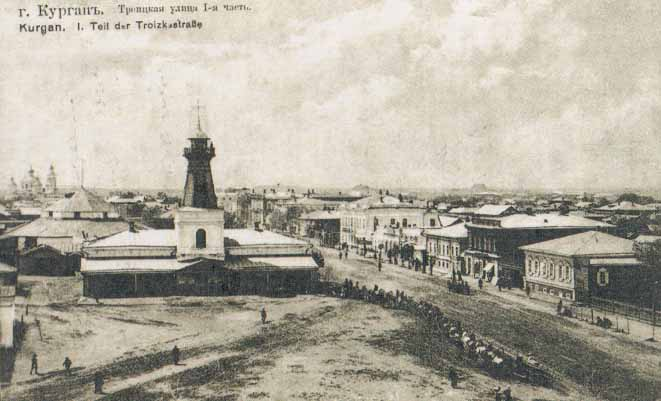
Троицкая улица, 1-я пожарная часть

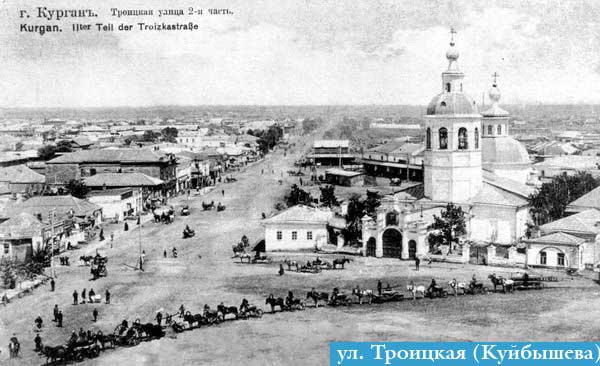
Троицкая улица, 2-я пожарная часть

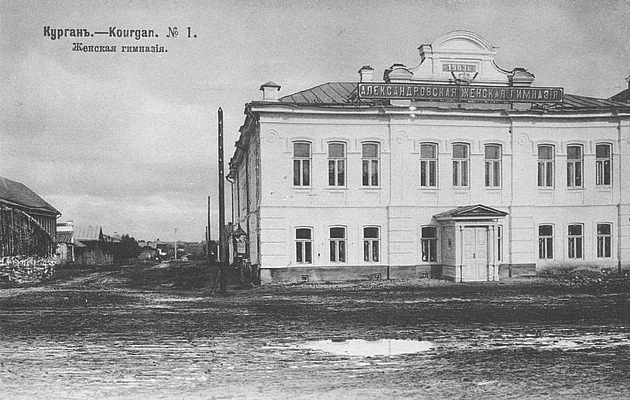
Александровская женская гимназия

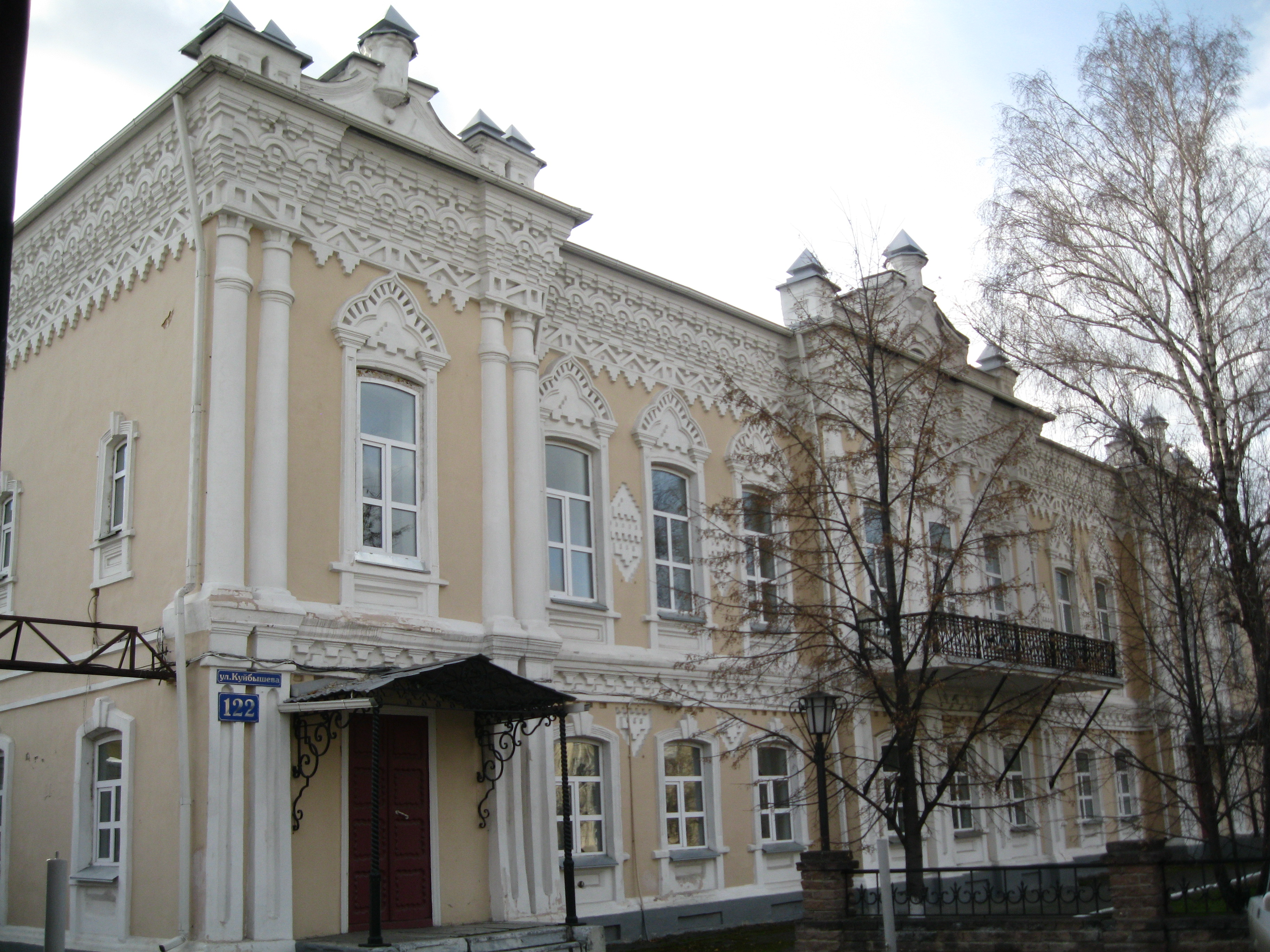
Дом купцов Смолиных

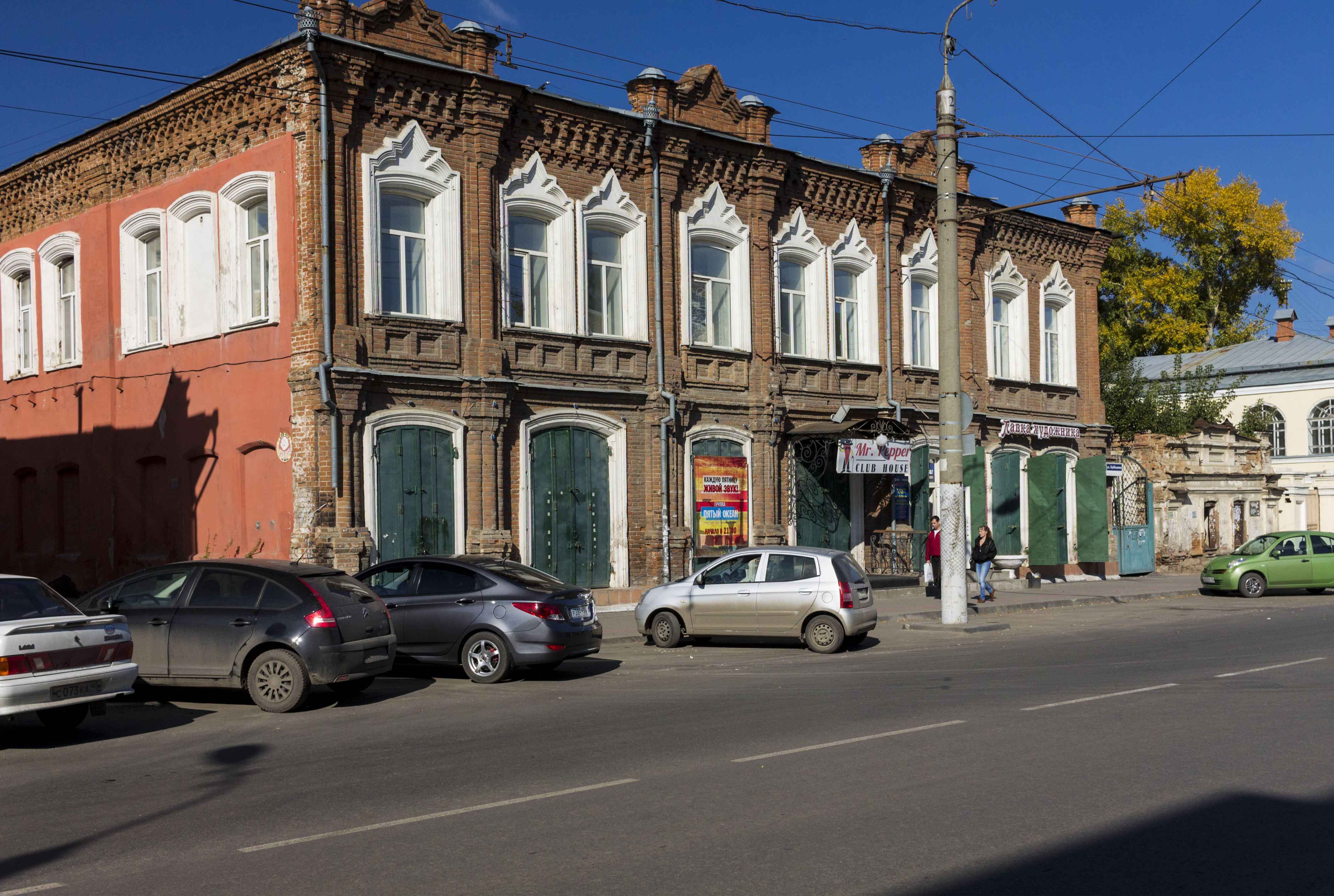
Здание Союза сибирских маслодельных артелей. Основатель — купец и меценат Александр Николаевич Балакшин

- Набережная улица
- Улица Красина
- Улица Кирова
- Улица Томина
- Улица Володарского
- Комсомольская улица
- Улица Ленина
- Улица Пичугина
- Пролетарская улица
- 1-я Заводская улица
- Улица Савельева
- Улица Кравченко
- Улица Бурова-Петрова
- Улица Блюхера
- Улица Орлова
- Новая улица
- Мало-Чаусовский переезд
- Половинская улица

## Примечательные здания

### Нечётная сторона
- № 19 — Дом-музей В. К. Кюхельбекера (открыт 13 декабря 2005)
- № 43 — Здание уездного училища (построено в 1850 г.), Курганская областная детско-юношеская библиотека им. В. Ф. Потанина
- № 45 — Дом городского головы Ф. В. Шветова (построен в 1863 г.)
- № 51 — Магазин винно-колониальных товаров П. А. Богашёва
- № 55 — Здание Александровской женской гимназии (построено в 1903 г., реконструировано в 2007 г.)
- № 57 — Здание «Союза сибирских маслодельных артелей»
- № 59 — Музей истории города Кургана (усадьба Березиных, 1868 г.)
- № 63 — Дом купца И. И. Дерягина
- № 65 — Здание фотографии И. М. Бабыкина (памятник деревянного зодчества, реконструирован в 2009—2010 гг.)
- № 67 — Дом купцов Бакиновых
- № 87 — Жилой дом купца М. М. Дунаева
- № 91 — Коммерческий центр "Тобол"
- № 105 — мемориальная доска "Эвакогоспиталь № 1728 для тяжелораненых воинов" (находился в этом здании в 1941-1943 гг.)
- № 109 — Жилой дом А. В. Калининой, построен в 1880-е
- № 111 — Дом и торговая лавка Д. Ф. Колпакова, построен в 1897 г.
- № 117 — Дом купцов Смолина и Колесникова, построен в 1897 г., Военный комиссариат Курганской области, мемориальная доска Д. П. Плотникову
- № 127 — Усадьба купца С. А. Пчелякова
- № 131 — Дом с магазином А. П. Галямина, построен в 1900 г.
- № 137 — Троицкое мужское училище, построено в 1887 г.
- № 147В — Стадион Центральный им. В. Н. Брумеля

### Чётная сторона
- № 2 — Детская музыкальная школа г. Кургана № 1 им. И. А. Парфёнова (Здание ремесленной школы имени Екатерины и Фёдора Березиных, 1910 г.)
- № 12 — Бизнес-центр на Куйбышева, Отдел геологии и лицензирования по Курганской области Департамента по недропользованию по Уральскому федеральному округу
- № 28 — Управление Федеральной службы государственной регистрации, кадастра и картографии по Курганской области
- № 32 — Доходный дом П. И. Бакинова
- № 36 стр.3 — Торговый центр "Зауральский домострой"
- № 40 — Аптека К. С. Земянского со складом купца Шилова
- № 46 — Торговый дом М. М. Дунаева (построен в 1895 г.), Управление Федеральной службы по надзору в сфере защиты прав потребителей и благополучия человека по Курганской области
- № 56 — Магазин купцов Дерягиных
- № 58 — Дом купца Шилова
- № 62 — Пожарная каланча, мемориальная доска И. К. Грачёву
- № 68 — Здание Дамского попечительского общества, Зауральский торговый дом
- № 72Б — Торговый центр "Даниловский"
- № 74 — Курганский центральный рынок
- № 92 — Курганская городская стоматологическая поликлиника
- № 122 — Здание винокуренного завода Д. И. Смолина (построен в 1880-е)
- № 144Б — Спортивный комплект "Турбинка", Дирекция эксплуатации и содержания спортивных объектов Курганской области

## Транспорт
По улице осуществляют пассажирские перевозки автобусы, до 29 апреля 2015 года были и троллейбусы.

### Остановки общественного транспорта
| Название                     | Номера маршрутов автобуса |
| ---------------------------- | --- |
| Мемориал Красина             | 29, 36, 41, 50, 53, 55, 63, 68, 72, 96, 99, 319, 321, 339 |
| ЗДС                          | 29, 36, 41, 50, 55, 68, 72, 96, 99, 319, 321, 339 |
| Троицкая площадь             | 29, 36, 41, 50, 55, 68, 72, 96, 99, 319, 321, 339 |
| Центральный рынок            | 11, 14, 15, 16, 24, 28, 29, 36, 41, 45, 46, 50, 53, 55, 56, 68, 72, 75, 89, 92, 93, 95, 96, 97, 99, 209, 210, 211, 215, 255, 266, 267, 304, 309, 319, 321, 327, 339 |
| Стадион «Центральный»        | 15, 24, 28, 41, 45, 46, 50, 56, 72, 75, 92, 95, 99, 309, 327, 339                                                                                                   |
| Ул. Орлова                   | 24, 28, 41, 45, 50, 56, 72, 75, 92, 95, 99, 327 |
| Хлебокомбинат №1             | 24, 28, 41, 45, 50, 56, 72, 75, 92, 95, 99, 327 |
| Спортивный комплекс Турбинка | 24, 28, 41, 45, 50, 56, 72, 75, 92, 95, 99, 327 |